# من فات قديمه (فلم)
من فات قديمه هو فيلم مصري تم إنتاجه عام 1943، إخراج فريد الجندي و بطولة محمود إسماعيل وسامية جمال.
عنوان الفيلم مستوحىً من مثل مصري يقول :«من فات قديمه تاه».
قُدم في الفيلم نقدٌ لحزب الوفد الحاكم بزعامة مصطفى النحاس، ولذلك قامت الرقابة بحذف حوالي 60% من مشاهد الفيلم، وهو ما أدّى تشويه الفيلم. وقد غضب الجمهور حين عرضه لدرجه أنه حطّم دار العرض!

## فريق العمل
إخراج: فريد الجندي
بطولة:
- محمود إسماعيل
- سامية جمال
- ميمي شكيب
- حسن فايق
- ماري منيب
- عبد الفتاح القصري